# إتيان فرميش
البروفيسور إتيان فرميش (Etienne Vermeersch) مفكر شكوكي، وفيلسوف بلجيكي من المنطقة الفلامنكية الناطقة باللغة الهولندية، ولد بمدينة سينل ميشل بروج عام 2 مارس 1942. يعتبر من أبرز الداعمين لقانون الإجهاض في بلجيكا. درَّس في جامعة خنت، وله عدة مؤلفات في الفلسفة، كما اعتُبر واحداً من أهم منتقدي الإسلام في بلجيكا.

## من بعض أفكاره ومواقفه
- ساند التدخل العسكري الغربي في العراق عقب احتلال الكويت عام 1991.
- عارض حرب الخليج الثانية بسبب غياب أي دافع لذلك.
- يدافع عن إمكانية قيام نظم أخلاقية بدون الحاجة إلى إله أو دين.
- يمكن للإنسان أن يكون دينيا إذا تعلق الأمر بالإعجاب بالأنظمة الدقيقة، والعجيبة الرائعة في الكون.